# Bulbophyllum amplistigmaticum
Bulbophyllum amplistigmaticum là một loài phong lan thuộc chi Bulbophyllum.